# Les Thioleyres
Les Thioleyres est une localité et une ancienne commune suisse du canton de Vaud, située dans le district de Lavaux-Oron.

## Histoire
Sous la domination bernoise, la localité faisait partie du gouvernement de Hautcrêt, puis du bailliage d'Oron.
La commune a fusionné, le 1er janvier 2012, avec celles de Bussigny-sur-Oron, Châtillens, Chesalles-sur-Oron, Écoteaux, Les Tavernes, Oron-le-Châtel, Oron-la-Ville, Palézieux et Vuibroye pour former la nouvelle commune d'Oron.